# Myrmecocichla
Myrmecocichla es un género de aves paseriformes perteneciente a la familia Muscicapidae.

## Especies
Contiene las siguientes especies:
- Myrmecocichla tholloni - zorzal hormiguero del Congo;
- Myrmecocichla aethiops - zorzal hormiguero septentrional;
- Myrmecocichla formicivora - zorzal hormiguero meridional;
- Myrmecocichla nigra - zorzal hormiguero negro;
- Myrmecocichla melaena - zorzal hormiguero de Rüppell;
- Myrmecocichla arnotti - zorzal hormiguero de Arnot;
- Myrmecocichla collaris - zorzal hormiguero de Ruaha;
- Myrmecocichla monticola - zorzal hormiguero montano;